# Výbušná atmosféra
Výbušná atmosféra je směs hořlavých látek se vzduchem, v níž se hoření může šířit do nespotřebované směsi. Vzniká za určitých podmínek při zpracovávání hořlavých materiálů.
Prostory s nebezpečím výbuchu rozdělujeme do tří skupin:
- prostory s nebezpečím výbuchu hořlavých prachů (BE3N1),
- prostory s nebezpečím výbuchu hořlavých plynů a par (BE3N2) a
- prostory s nebezpečím výbuchu výbušnin (BE3N3).

Tyto prostory se označují předepsaným piktogramem (žlutým trojúhelníkem s písmeny EX).
Prostory s nebezpečnou výbušnou atmosférou rozdělujeme do zón podle látky, zdroje úniku, koncentrace a doby přetrvání v závislosti na větrání. Výbuch je možný v rozmezí dolní (LEL) a horní (UEL) meze výbušnosti. Pod LEL nebo nad UEL již není atmosféra výbušná. Při „vhodné“ konstelaci pak stačí iniciační jiskra a dochází k výbuchu. Při navrhování technologií pro tyto prostory jsou speciálně navržena zařízení (elektrická i neelektrická). Tato zařízení při samotné poruše nevytvoří iniciaci. Prostředí s výbušnou atmosférou je stanoveno v protokolu o určení vnějších vlivů (PoUVV).
Prostory s nebezpečím výbuchu jsou zařazeny podle hořlavé látky: hořlavé prachy BE3N1 – Zóna20, Zóna21, Zóna22 nebo hořlavé plyny a páry BE3N2 – Zóna0, Zóna1, Zóna2. Nejnebezpečnější prostor je s nejnižším kódem, čím více se kód zvyšuje, je prostor méně nebezpečný až nakonec přechází v prostor bez nebezpečí výbuchu (BNV).
Výběr elektrického zařízení do prostoru s nebezpečím výbuchu je odvislý od vlastností samotné látky. U každé látky je známa teplota vznícení, teplotní třída a skupina. Tyto vlastnosti určují, jaké zařízení muže být v dané zóně.
Výbušné prachy BE3N1 ve vznosu vytváří cukr, pšenice, uhlí, káva, tabák, hliník nebo bavlna. Elektrická zařízení (motory, ovladače, senzory) v prostoru s nebezpečím výbuchu (prach=D) musí být v nevýbušném provedení a podle v jaké jsou instalovány zóně (Zóna20, Zóna21, Zóna22) jsou označeny (např. ExII2D IP65 EExeIIT6).
Výbušné páry BE3N2 vytvářejí benzín, etanol, propan atd., výbušné plyny jsou metan, zemní plyn, vodík atd. Elektrická zařízení (motory, ovladače, senzory) v prostoru s nebezpečím výbuchu hořlavých plynů a par (páry=G) musí být v nevýbušném provedení a podle toho, v jaké zóně jsou instalovány (Zóna0, Zóna1, Zóna2), jsou označeny (např. ExII2G IP65 EExdeIIAT3).